# Jewgienij Katajew
Jewgienij Fiodorowicz Katajew (ros. Евге́ний Фёдорович Ката́ев, ur. 1 stycznia 1914, zm. 20 września 1972) – przewodniczący Prezydium Rady Najwyższej Komijskiej ASRR (1963-1972).
Urodzony w biednej rodzinie chłopskiej. Członek Komsomołu i od 1939 WKP(b), ukończył Wyższą Komunistyczną Szkołę Rolniczą, 1954-1959 zastępca przewodniczącego Rady Ministrów Komijskiej ASRR, 1959-1962 II sekretarz Komijskiego Komitetu Obwodowego KPZR, 1962-1963 minister aprowizacji i zapasów produktów rolniczych Komijskiej ASRR i równocześnie I zastępca przewodniczącego Rady Ministrów Komijskiej ASRR, od 1963 do śmierci przewodniczący Prezydium Rady Najwyższej Komijskiej ASRR. Odznaczony dwoma Orderami Czerwonego Sztandaru Pracy (1957 i 1961) i dwoma Orderami „Znak Honoru” (1946 i 1964).